# Scione claripennis
Scione claripennis är en tvåvingeart som beskrevs av Ricardo 1900. Scione claripennis ingår i släktet Scione och familjen bromsar. Inga underarter finns listade i Catalogue of Life.